# Bodelstadt
Bodelstadt ist ein Gemeindeteil von Itzgrund im oberfränkischen Landkreis Coburg. Es ist der älteste urkundlich genannte Ort im Landkreis Coburg.

## Geographie
Das Dorf liegt südwestlich von Coburg, etwa 15 Kilometer entfernt, an einem Hang im Itzgrund, nördlich der Mündung der Rodach in die Itz. Durch den Ort führt die Staatsstraße 2204, die Kaltenbrunn mit Seßlach verbindet.

## Geschichte
Bodelstadt feiert 788 als Geburtsjahr. Im Codex Eberhardi aus dem 12. Jahrhundert wird auf eine Urkunde des Klosters Fulda vom 19. April 788 verwiesen, in der von mehreren Schenkungen von Gütern in „Botolfestat“ durch Graf Matto und seinen Bruder Megingoz (Grafen im Grabfeldgau) berichtet wird. Weitere Nennungen erfolgten 817 und 874 anlässlich von Schenkungen an den Markgrafen von Schweinfurt.
Von der Handelsstraße im Itzgrund, die Nürnberg mit dem Norden verband, zweigte ein Verbindungsweg nach Schweinfurt ab und querte bei Bodelstadt die Itz. Die dort entstandene Siedlung diente wohl der Sicherung einer Furt durch die Itz. Ein Wasserschloss war vermutlich ebenfalls vorhanden. Der Ortsname geht wohl auf den Siedlungsgründer „Botolf“ zurück.
Um 1070 übertrug die Gräfin Alberada von Schweinfurt ihre Besitzungen in Bodelstadt dem von ihr gegründeten Kloster Banz. Bis auf einen Adelshof gehörte die ganze Siedlung dem Kloster. 1524/25 wurde die Siedlung im Verlauf der Bauernkriege größtenteils zerstört und später nicht mehr komplett wieder aufgebaut. 1576 hatte Bodelstadt sechs Anwesen.
Als Sohn- und Tochterlehen der Banzer Äbte erscheinen als Grundherren die von Sternberg, 1624 die von Lichtenstein, 1644 die von Seckendorf und 1703 der Würzburger Fürstbischof von Greiffenclau. Dessen Familie hatte das Lehen bis 1807 inne. 1818 wurde Bodelstadt in Schottenstein eingemeindet. Der Weiler umfasste damals acht Anwesen mit 46 Bewohnern.
1862 erfolgte die Eingliederung Bodelstadts in das neu geschaffene bayerische Bezirksamt Staffelstein.
1875 zählte Bodelstadt 45 Einwohner und 27 Gebäude. Die Kinder gingen im zwei Kilometer entfernten Schottenstein zur Schule. 1925 hatte das Dorf 49 Einwohner und 9 Wohnhäuser. Der Ort gehörte zum Kirchsprengel der evangelischen Pfarrkirche in Schottenstein und der katholischen Pfarrkirche in Kaltenbrunn. Im Jahr 1987 umfasste das Dorf 47 Einwohner und 12 Wohnhäuser mit 15 Wohnungen.
1965 wurde nördlich vom Dorfkern der Neubau einer Mittelpunktschule für die damals noch selbstständigen Gemeinden der heutigen Gemeinde Itzgrund eingeweiht.
Am 1. Juli 1972 wurde der Landkreis Staffelstein aufgelöst. Seitdem gehört Bodelstadt zum Landkreis Coburg. Im Zuge der bayerischen Gebietsreform verlor Schottenstein am 1. Mai 1978 seine Selbstständigkeit als Gemeinde und wurde, wie sein Ortsteil Bodelstadt, ein Gemeindeteil der Gemeinde Itzgrund.

### Einwohnerentwicklung
| Jahr      | 1818 | 1875 | 1875 | 1925 | 1950 | 1970 | 1987 | 2013 |
| --------- | ---- | ---- | ---- | ---- | ---- | ---- | ---- | ---- |
| Einwohner | 32   | 45   | 44   | 49   | 46   | 31   | 47   | 55   |